# محمد علي حسن علي
محمد علي حسن علي سياسي بحريني.

## السيرة الذاتية
ولد في قرية سار. حصل على بكالوريوس في الكيمياء والفيزياء من جامعة البحرين عام 1983 ثم حصل على الماجستير في العلوم الكيميائية والعلوم البيئية من جامعة إيست أنجليا بنورتش بالمملكة المتحدة عام 1987 ثم حصل على الدكتوراه في العلوم البيئية (الإدارة والسياسة البيئية) من جامعة ايست انجليا بنورتش بالمملكة المتحدة عام 1994.
عمل باحث بيئي كيميائي من 1983 إلى 1996 ثم ترقى إلى مدير التقويم البيئي والتخطيط من 1996 إلى 2002 ثم ترقى إلى مدير عام بلدية المنطقة الشمالية من 2002 إلى 2009 ثم نقل إلى منصب مدير عام بلدية المنطقة الوسطى من 2009 إلى 2014 ثم تم تعيينه عضوا في مجلس الشورى اعتبارا من عام 2014 ولغاية اللآن.
بالإضافة إلى عمله الرسمي فإنه تولى رئاسة صندوق سار الخيري من 1998 إلى 2000 كما يحمل عضوية نادي خريجي بريطانيا ونادي خريجي جامعة البحرين ومجلس إدارة هيئة ضمان جودة التعليم والتدريب من 2009 إلى 2015.
مثل البحرين في العديد من المؤتمرات العالمية والمهام الرسمية في مجال البيئة والتنمية المستدامة وتغير المناخ وتخطيط وإدارة المدن.

## الحياة الشخصية
متزوج وله ثلاث أبناء (ولدان وبنت).